# Resolució 406 del Consell de Seguretat de les Nacions Unides
La Resolució 406 del Consell de Seguretat de l'ONU, fou aprovada el 25 de maig de 1977, després de reafirmar les resolucions 403 (1977), 232 (1966) i 258 (1965) i la lectura d'un informe de la Missió a Botswana, el Consell va expressar el seu ple suport al Govern de Botswana contra els continus atacs i provocacions per part del "règim racista il·legal" de la República de Rhodèsia.
El Consell avalà la veracitat de l'informe presentat per la Missió a Botswana i va demanar l'assistència internacional de tots els organismes pertinents de les Nacions Unides i altres estats membres en diversos projectes a Botswana. La resolució 406 també va demanar al Secretari General de les Nacions Unides Kurt Waldheim que seguís vigilant la situació i informés de qualsevol evolució.
La resolució es va adoptar sense votació.